# جوچيرا
جوچيرا هي فرقة ميتال فرنسية من بايون. تكونت الفرقة عام 1996 وعرفوا في البداية باسم جودزيلا حتى عام 2001. تتكون جوچيرا من المغنى وعازف الريتم جيتار چو دوبلانتيه و أخيه عازف الدرامز ماريو دوبلانتيه وكريستيان أندرو عازف الليد جيتار و جان ميشيل لابادي عازف البيس جيتار. قامت الفرقة بإصدار خمسة ألبومات حتى الآن ومنذ أول ألبوم لم تجري أي تغيرات في أعضاء الفرقة. تتميز كلمات أغاني الفرقة بتناولها موضوعات تتعلق بالبيئة الطبيعية.

Au Hellfest 2013
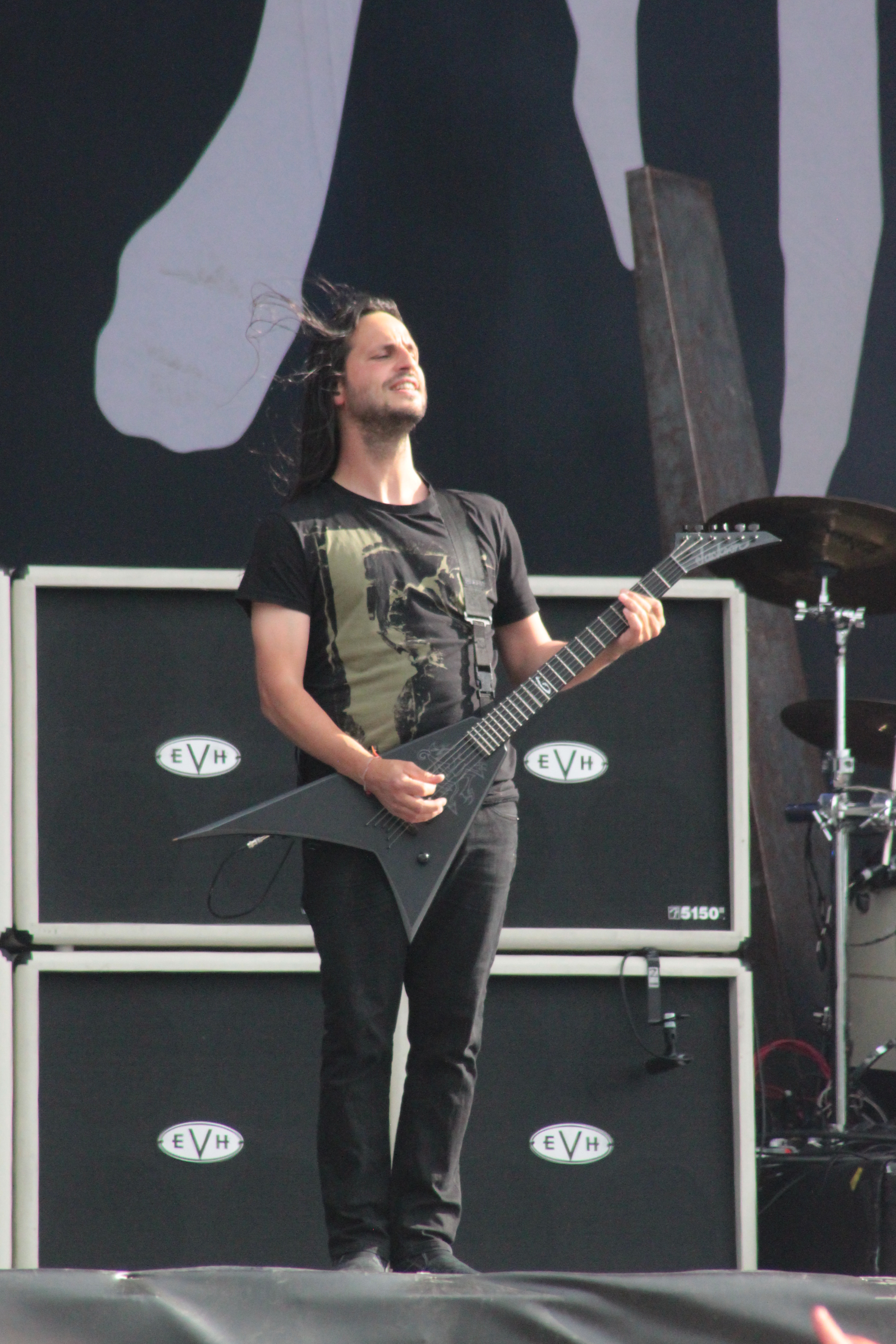
كريستيان أندريو
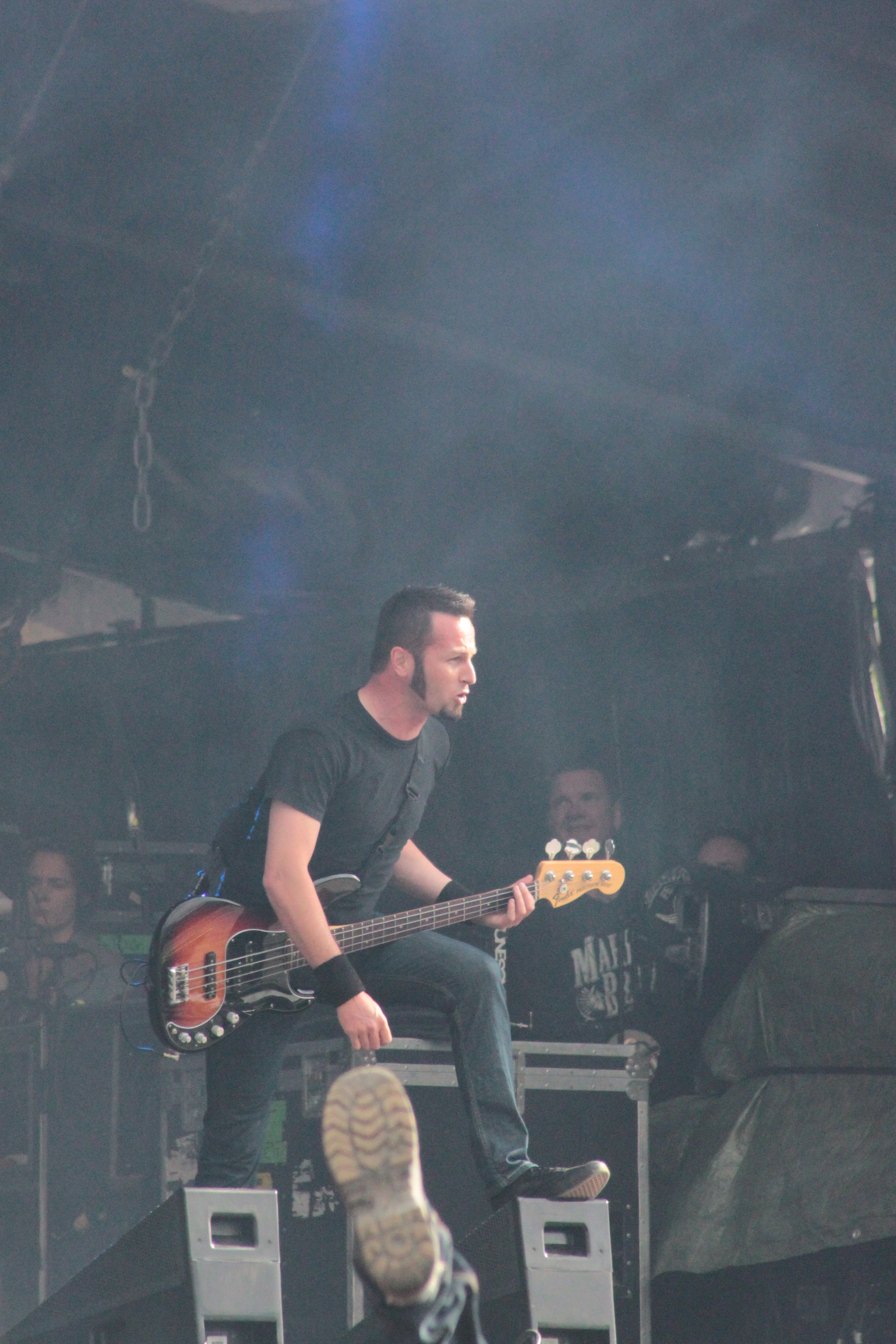
Jean-Michel Labadie
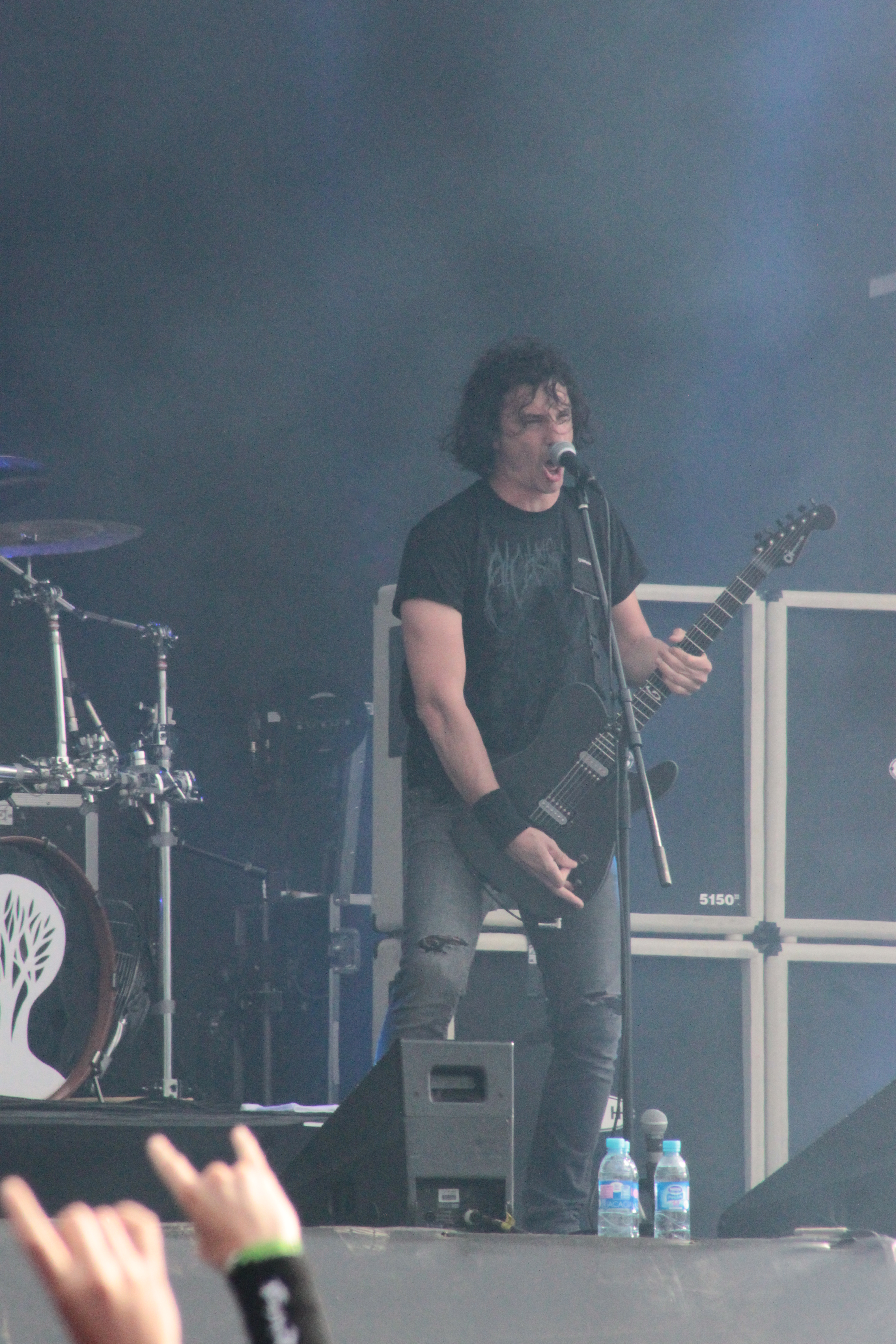
Joseph Duplantier
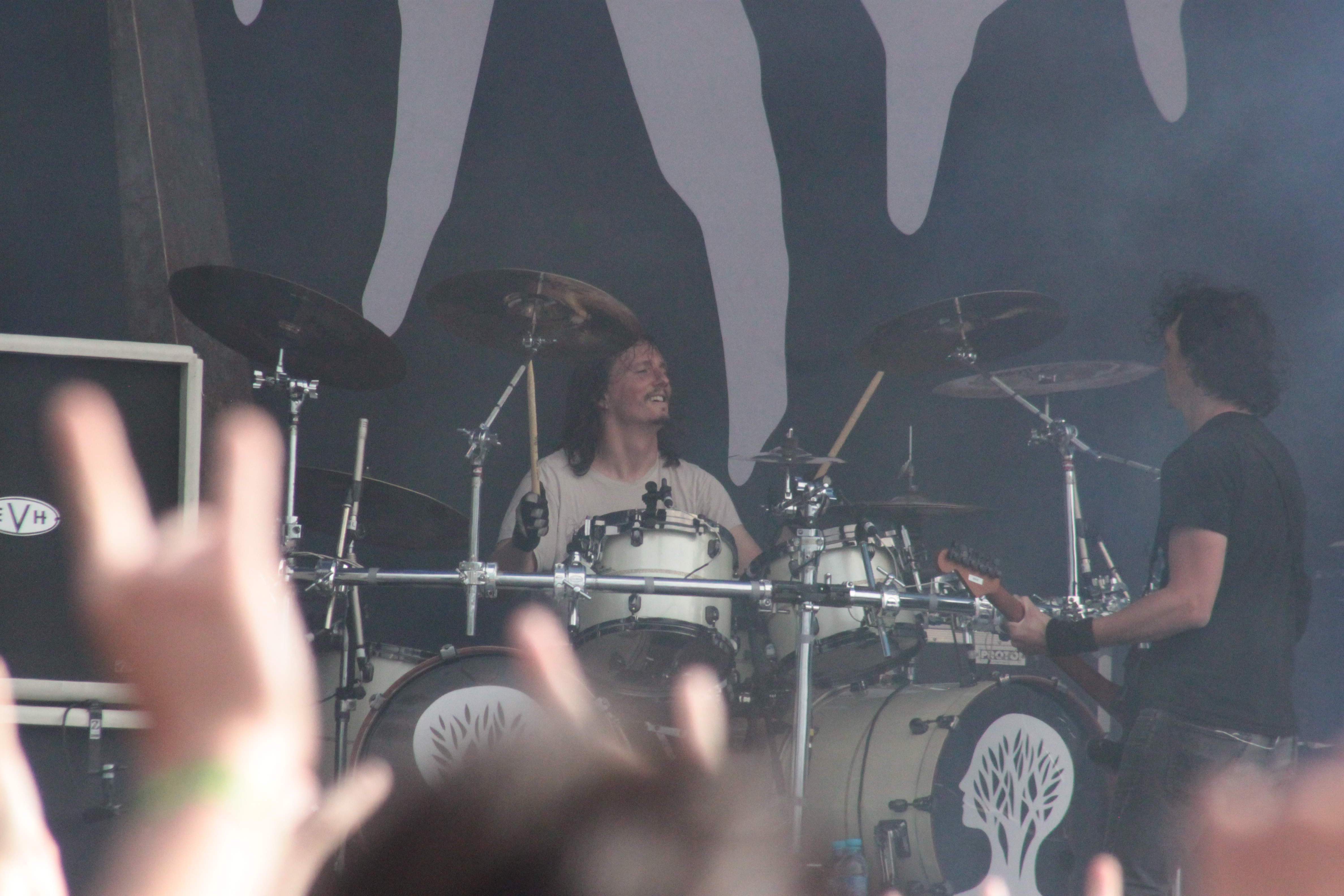
Mario Duplantier

## روابط خارجية
- جوچيرا على موقع ميوزك برينز (الإنجليزية)
- جوچيرا على موقع ميوزك برينز (الإنجليزية)
- جوچيرا على موقع أول ميوزيك (الإنجليزية)
- جوچيرا على موقع ديسكوغز (الإنجليزية)
- جوچيرا على موقع ديسكوغز (الإنجليزية)